# Cantonul Offranville
Cantonul Offranville este un canton din arondismentul Dieppe, departamentul Seine-Maritime, regiunea Haute-Normandie, Franța.

## Comune
| Comune                    | Populație (1999) | Cod poștal | Cod INSEE |
| ------------------------- | ---------------- | ---------- | --------- |
| Ambrumesnil               | 450              | 76550      | 76004     |
| Arques-la-Bataille        | 2.535            | 76880      | 76026     |
| Aubermesnil-Beaumais      | 457              | 76550      | 76030     |
| Le Bourg-Dun              | 440              | 76740      | 76133     |
| Colmesnil-Manneville      | 140              | 76550      | 76184     |
| Hautot-sur-Mer            | 2.120            | 76550      | 76349     |
| Longueil                  | 513              | 76860      | 76395     |
| Martigny                  | 531              | 76880      | 76413     |
| Offranville               | 3.470            | 76550      | 76482     |
| Ouville-la-Rivière        | 602              | 76860      | 76492     |
| Quiberville               | 467              | 76860      | 76515     |
| Rouxmesnil-Bouteilles     | 1.774            | 76370      | 76545     |
| Saint-Aubin-sur-Scie      | 1.120            | 76550      | 76565     |
| Saint-Denis-d'Aclon       | 196              | 76860      | 76572     |
| Sainte-Marguerite-sur-Mer | 502              | 76119      | 76605     |
| Sauqueville               | 360              | 76550      | 76667     |
| Tourville-sur-Arques      | 1.080            | 76550      | 76707     |
| Varengeville-sur-Mer      | 1.179            | 76119      | 76720     |